# へきれき
へきれきは、東京都を中心に活動する日本のロックバンド。

## 概要・来歴
バンド名は霹靂という単語から拝借したものであるとされる。元くるりの森信行がサポートドラムとして参加している。
2007年4月～7月「青天のパォ～ンTOUR'07」で全47都道府県TOURを日産PAOで周り達成！
翌年08年9月～12月に「ストックホルムシンドロームTOUR'08」で2度目の全国制覇！
ツアー途中でドラムが脱退するも、数々のミュージシャンやライブハウスの助けもあり、無事ファイナルを迎える。
一般応募による出演オーディション「出れんの!?サマソニ!?」総勢2106組出演の審査に通り、岩崎慧 賞（セカイイチ）＆磯貝サイモン 賞を受賞し、サマーソニック2009に出演。2009年〜3年連続で信州松本にて開催されている、りんご音楽祭に出演。
2010年 名門ベルウッドレコードとマネージメント＆レーベル契約し、セカイイチ岩崎慧プロデュース ミニアルバム『ステーション』をリリース。
vo.g umiQは写真を趣味としており、ロモグラフィーにて写真を掲載されたり、ロモグラフィーの日本唯一の旗艦店 
Lomography Gallery Store Tokyoオープニングパーティーに umiQがソロで出演したりしている。
http://www.lomography.jp/magazine/lomoamigos/2011/03/29/umiqlomo-lc-a-plus
myspaceではフレンド数１万人超。名前聴いた事あるね率200％のバンド。

## メンバー
- umiQ（ウミキュー、4月12日 - ）
  - ボーカル、ギター担当。富山県高岡市出身。血液型はAB型。
- 小沼めぐみ（こぬま めぐみ、1月12日 - ）
  - ベース担当。栃木県那須塩原市出身。血液型はB型。

### サポートメンバー
- 森信行（もり のぶゆき、1975年6月20日 - ）
  - ドラム担当。兵庫県川辺郡猪名川町出身。
- 山口篤志(ノンブラリ)（やまぐち あつし、8月10日 - ）
  - ドラム担当。東京都調布市出身。

ターキー（GO!GO!7188）
丸尾和正（Clingon、オレンジズ）
等もサポートメンバーとして参加。

### 旧メンバー
- 中村直弘（なかむら なおひろ、3月9日 - ）[要出典]
  - ドラムス担当。血液型はO型。静岡県掛川市出身。
  - 2007年10月に脱退。
- 遠藤洋一郎（えんどう よういちろう、7月8日 - ）
  - ギター担当。静岡県出身。血液型はO型。2008年6月に脱退
- 奥田洋一（おくだ よういち、6月16日 - ）

　　　ギター担当。東京都出身。血液型はA型。2009年に脱退

## ディスコグラフィ

### シングル
1. 八王子（2002年8月28日）
2. 丘サーファー（2004年8月18日）
3. コバルト2（2006年8月9日）
4. 君、陽炎稲妻水の月（2008年9月3日）
5. Weather Swimmer（“へきれきとカミナリグモ”名義）（2009年11月27日）

### 配信限定＆ライブ会場限定シングル
1. 骨雪（2007年12月21日）（iTunes限定）
2. サイダー（2009年7月29日）（配信限定）

ロベルト吉野（サイプレス上野とロベルト吉野）がDJ参加。　
1. bird call（2011年6月18日）（ライブ会場限定）

### アルバム
1. オレンジ心空間ミドリ（2003年8月6日）
2. 江ノ島（2005年7月20日）

#### ミニアルバム
1. ベランダ（2007年4月11日）
2. ステーション（2010年7月7日）ベルウッドレコードよりリリース

タイアップ  [ 日本テレビ系「音龍門」Baby Dragon’s Gate ] 
ステーション、R食堂の２曲は、岩﨑慧（From セカイイチ）がプロデュース。

#### オムニバス参加アルバム
1. 光合成 （2001年8月12日）
2. SONG-CRUX&CRJ-tokyoコンピレーション'03夏の陣 （2003年8月21日）
3. Air Tribe Vol.1 （2004年7月22日）
4. HI-STYLE VOL.9 （2005年3月25日）

#### スプリットアルバム
1. ユラ （2002年8月28日）へきれき / 華村灰太郎